# Koszary w Prudniku
Koszary w Prudniku – zabudowania byłych koszar wojskowych w Prudniku, położone pomiędzy ul. Grunwaldzką, Strzelecką, Dąbrowskiego i cmentarzem.

## Historia

### Czasy niemieckie
Budowę koszar przy ul. Dąbrowskiego rozpoczęto w 1901. Została skończona w 1903. Inwestycja została całkowicie sfinansowana przez miasto. Do tej pory prudnickie wojsko stacjonowało na terenie obecnego pl. Wolności i byłego zamku na pl. Zamkowym. Podłączenie koszar do sieci energetycznej nastąpiło w 1904. Do koszar wprowadzili się żołnierze 57 Pułku Artylerii Polowej.
W 1912 57 Pułk Artylerii Polowej miał zostać przeniesiony do Gliwic, a do Prudnika z Nysy 23 Pułk Piechoty im. von Winterfeldta. Koszary zostały wówczas rozbudowane do ul. Grunwaldzkiej. Znajdował się przy niej budynek sztabu, dwa budynki żołnierskie, budynek mieszkalny dla kadry oraz hala ćwiczeń. Przemieszczenie wojsk miało mieć miejsce 1 października 1914, jednak proces został przerwany przez wybuch I wojny światowej 28 lipca. 57 Pułk został wysłany na front, a w Prudniku pozostał batalion rezerwowy i kompania piechoty.
57 Pułk Artylerii Polowej został rozformowany w lipcu 1919 na mocy traktatu wersalskiego. Prudnik ponownie stał się miastem garnizonowym po utworzeniu w Republice Weimarskiej armii zawodowej w 1921. W koszarach została ulokowana bateria artylerii górskiej, jednakże góry w okolicach miasta okazały się mało górzyste, więc miejsce baterii zajął 7 Pułk Kawalerii (później przemianowany na 11).
Po dojściu Adolfa Hitlera do władzy w Niemczech i utworzeniu Wehrmachtu miejsce pułku kawalerii zajął III batalion 28 pułku piechoty, który po aneksji Kraju Sudetów został przeniesiony do Nowego Jiczyna. Został zastąpiony przez 8 batalion łączności, który w 1939 został wysłany na front po wybuchu II wojny światowej.

### Czasy polskie
W maju 1945 roku komendantura radziecka, zajmująca wówczas prudnickie koszary zaczęła je przekazywać polskiemu wojsku. Pierwszą jednostką Wojska Polskiego, której pododdziały objęły służbę w lipcu 1945 roku na granicy w rejonie Prudnika był 3 batalion 6 Pułku Piechoty z 2 Dywizji Piechoty. Batalion Pułku zakwaterował się w koszarach przy obecnej ul. Jarosława Dąbrowskiego po uzgodnieniu z radziecką komendanturą.
Wojska Ochrony Pogranicza przybyły do Prądnika w pierwszej połowie października 1945 roku. Dowództwo i sztab zajęło budynek obecnej biblioteki Liceum Ogólnokształcącego przy ul. Gimnazjalnej , a kwatermistrzostwo dawne kasyno oficerskie przy ul. Parkowej . Stopniowo przejmowano koszary prudnickie, w pierwszej kolejności budynki od strony ul. Dąbrowskiego, w których zakwaterowano poszczególne elementy komendy odcinka WOP. Następnie przejęto pod administrację pozostałą większą część koszar, które jednak do 1950 roku użytkowane nie zostały. Ową nieużytkowaną, większą część koszar administrował Organ Kwaterunkowo–Budowlany WOP, lecz strzegli jej cywilni strażnicy: Marian Barylak, Edward Szejdewik, Julian Langer. Ochronie ich podlegały zarówno bloki koszarowe, jak i znajdujący się w nich sprzęt, a także hodowla jedwabników i inne hodowle. Strażnicy ci podlegali pośrednio ówczesnej służbie kwaterunkowo–budowlanej w Nysie.
W 1945 na terenie Prudnika została sformowana 48 Komenda Odcinka Prudnik. Dowódcami odcinka byli kolejno: mjr Tadeusz Semik, mjr Mieczysław Szpuner i mjr Aleksander Wasilewski.
W 1948 na bazie 48 Komendy Odcinka sformowano Samodzielny Batalion Ochrony Pogranicza nr 71. Podlegały mu strażnice Wojsk Ochrony Pogranicza w Pomorzowicach, Krzyżkowicach, Trzebini, Pokrzywnej, Jarnołtówku i Konradowie. Dowódcami batalionu byli kolejno: mjr/ppłk Aleksander Wasilewski i kpt. Franciszek Gajdemski.
W 1949 w Prudniku został sformowany 15 Pułk KBW Ziemi Opolskiej.
Z dniem 1 stycznia 1951 roku, na podstawie rozkazu MBP nr 043/org. z 3 czerwca 1950 roku, 71 batalion Ochrony Pogranicza przemianowano na 45 Batalion Wojsk Ochrony Pogranicza. Od tej pory podlegały mu również strażnice WOP w Jasienicy Górnej, Jarnołtowie, Gierałcicach, Gościcach i grupa operacyjno–rozpoznawcza zwiadu w Nysie. Jego dowódcami byli kolejno: kpt. Franciszek Gajdemski, por./kpt. Antoni Porębski, kpt./mjr Bronisław Kuzio, mjr/ppłk Jerzy Jakubiak, ppłk Ludwik Kukier, mjr/ppłk Piotr Węglowski i mjr/ppłk Aleksander Klimas.
Ponadto w Prudniku stacjonował 15 Pułk Wojsk Obrony Wewnętrznej (1966–1989), który należał do 28 Rezerwowej Dywizji Zmechanizowanej (1972–1989).
Garnizon prudnicki został zlikwidowany 10 maja 1994. 19 maja 2007 przed dawną bramą wjazdową do koszar od strony ul. Dąbrowskiego postawiono tablicę pamiątkową, poświęconą żołnierzom i pracownikom cywilnym prudnickich koszar.

## Ludzie związani z prudnickim garnizonem
- Aleksander Klimas
- Ludwik Kukier
- Bronisław Kuzio
- Kazimierz Raszewski
- Tadeusz Semik
- Tadeusz Sroczyński
- Piotr Węglowski.

## Upamiętnienie
Tablica pamiątkowa, poświęcona żołnierzom i pracownikom cywilnym byłych jednostek wojskowych stacjonujących w koszarach przy ul. Dąbrowskiego w Prudniku. Uroczystość odsłonięcia tablicy odbyła się 19 maja 2007 roku o godz. 10.00. Inicjatorem przedsięwzięcia było Stowarzyszenie Integracji Rodzin Wojskowych Kadry Zawodowej byłego Garnizonu w Prudniku i Koło Miejsko-Gminne Związku Byłych Żołnierzy Zawodowych i Oficerów Rezerwy Wojska Polskiego w Prudniku.

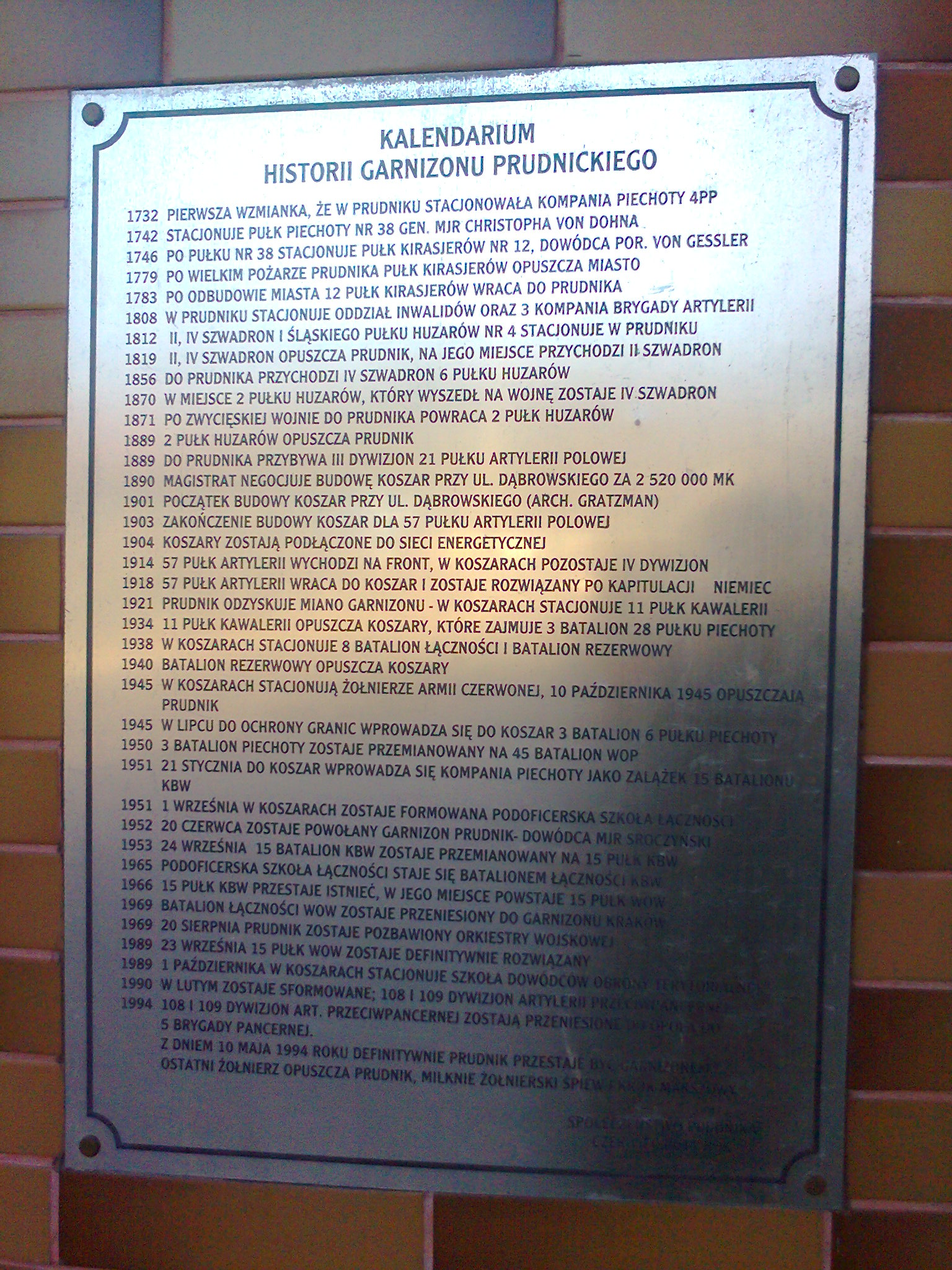
Kalendarium historii garnizonu prudnickiego (grudzień 2013)
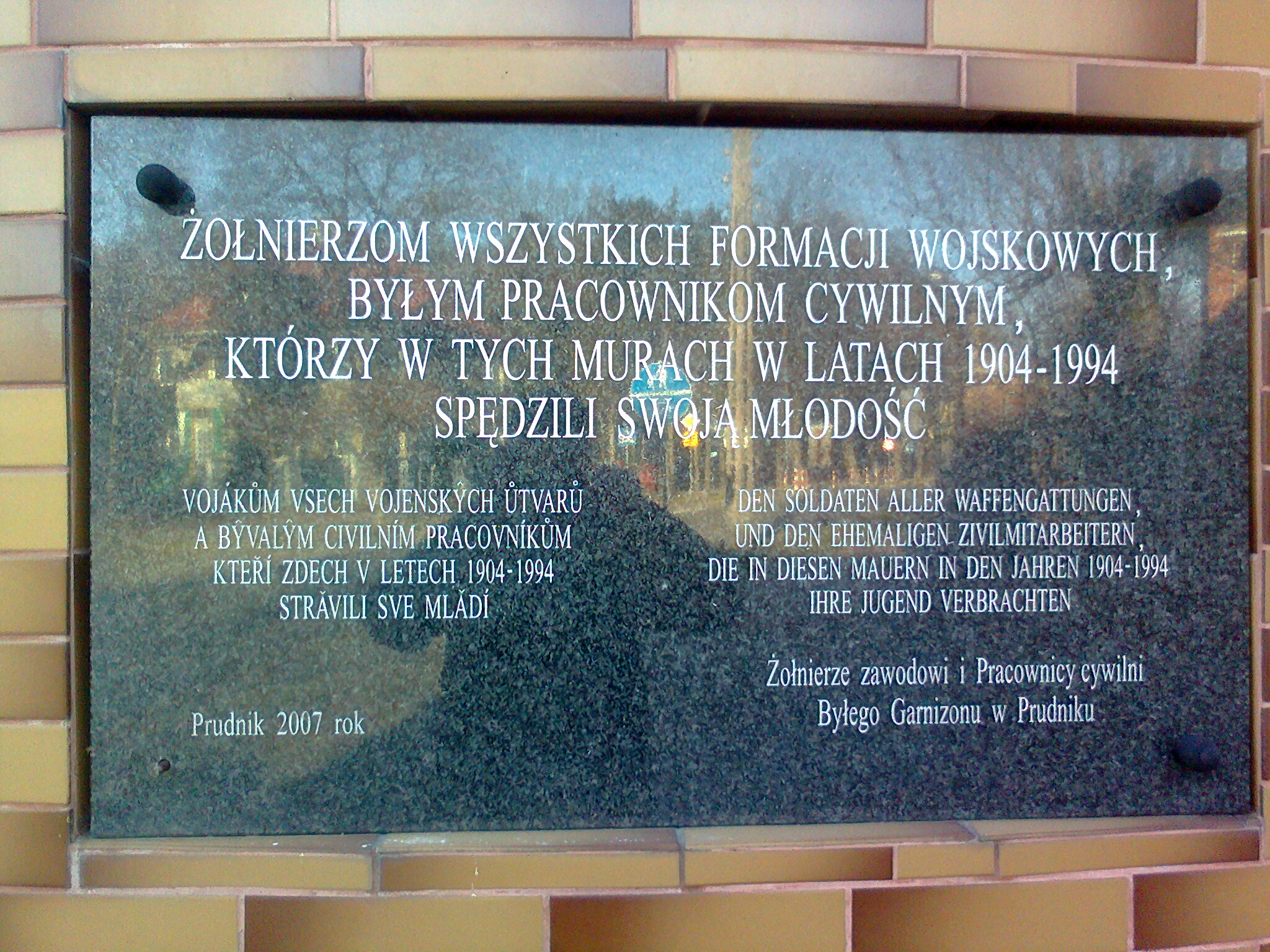
Tablica pamiątkowa (grudzień 2013)
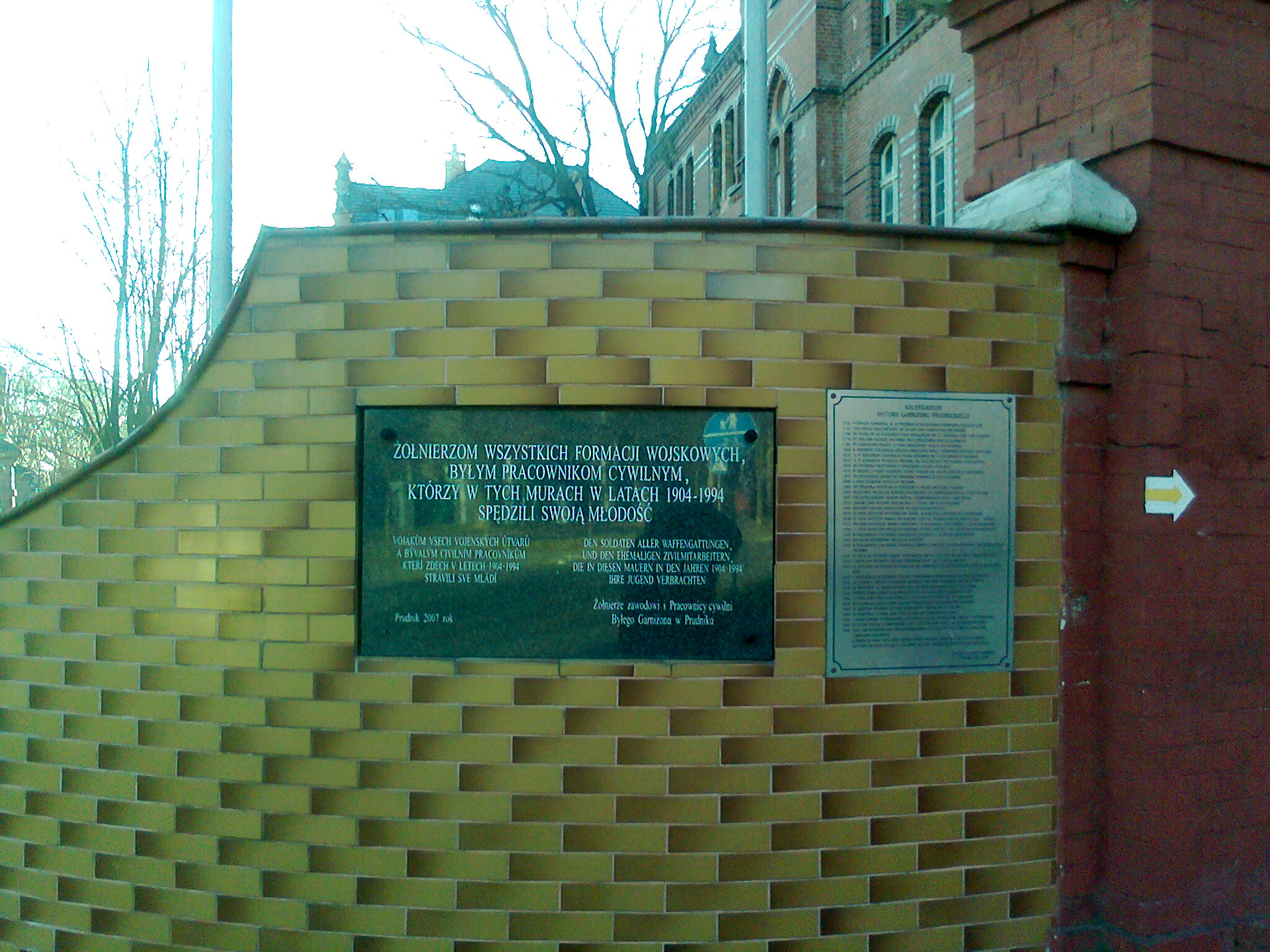
Tablica pamiątkowa i kalendarium garnizonu przy bramie wjazdowej, widok od ul. Dąbrowskiego (grudzień 2013)

## Nawiązania i odniesienia w kulturze
Koszary są jednym z miejsc akcji powieści Lato umarłych snów autorstwa niemieckiego pisarza Harry’ego Thürka, przedstawiającej sytuację Niemców w Prudniku tuż po II wojnie światowej. Jeden z bohaterów powieści został wykorzystany przez Rosjan do malowania czerwonych gwiazd na trumnach zmarłych żołnierzy Armii Czerwonej. W koszarach rozegrała się również scena, w której polski żołnierz upijał się alkoholem wspólnie z żołnierzem radzieckim, po czym zaczęli się kłócić.